# 尼达姆蜻蜓
尼达姆蜻蜓（学名：Libellula needhami）是蜻蛉目下的一种蜻蜓，分布于加勒比地区，中美洲与北美洲
。
此种命名自美国昆虫学家詹姆斯·乔治·尼丹
。

## 描述
雄性的脸是红色，雌性有棕色或黄色的脸。此种与金翅蜻蜓（L. auripennis）非常相似，以下几点可区别这两种：
- 本种的肋脉（翅膀的前端）会变色：外半部较浅，内半部较深[3]
- 本种的后胫节是棕色，不是黑色[3]
- 本种的后翅脈没有橙色[2]